# NGC 5482
NGC 5482 (również PGC 50459 lub UGC 9038) – galaktyka soczewkowata (S0), znajdująca się w gwiazdozbiorze Wolarza. Odkrył ją William Herschel 19 marca 1784 roku. Jest to galaktyka z aktywnym jądrem typu LINER.